# Cerberoides pilosus
Cerberoides pilosus is een pissebed uit de familie Oniscidae. De wetenschappelijke naam van de soort is voor het eerst geldig gepubliceerd in 1938 door Jackson.